# Jardín de Lehmann

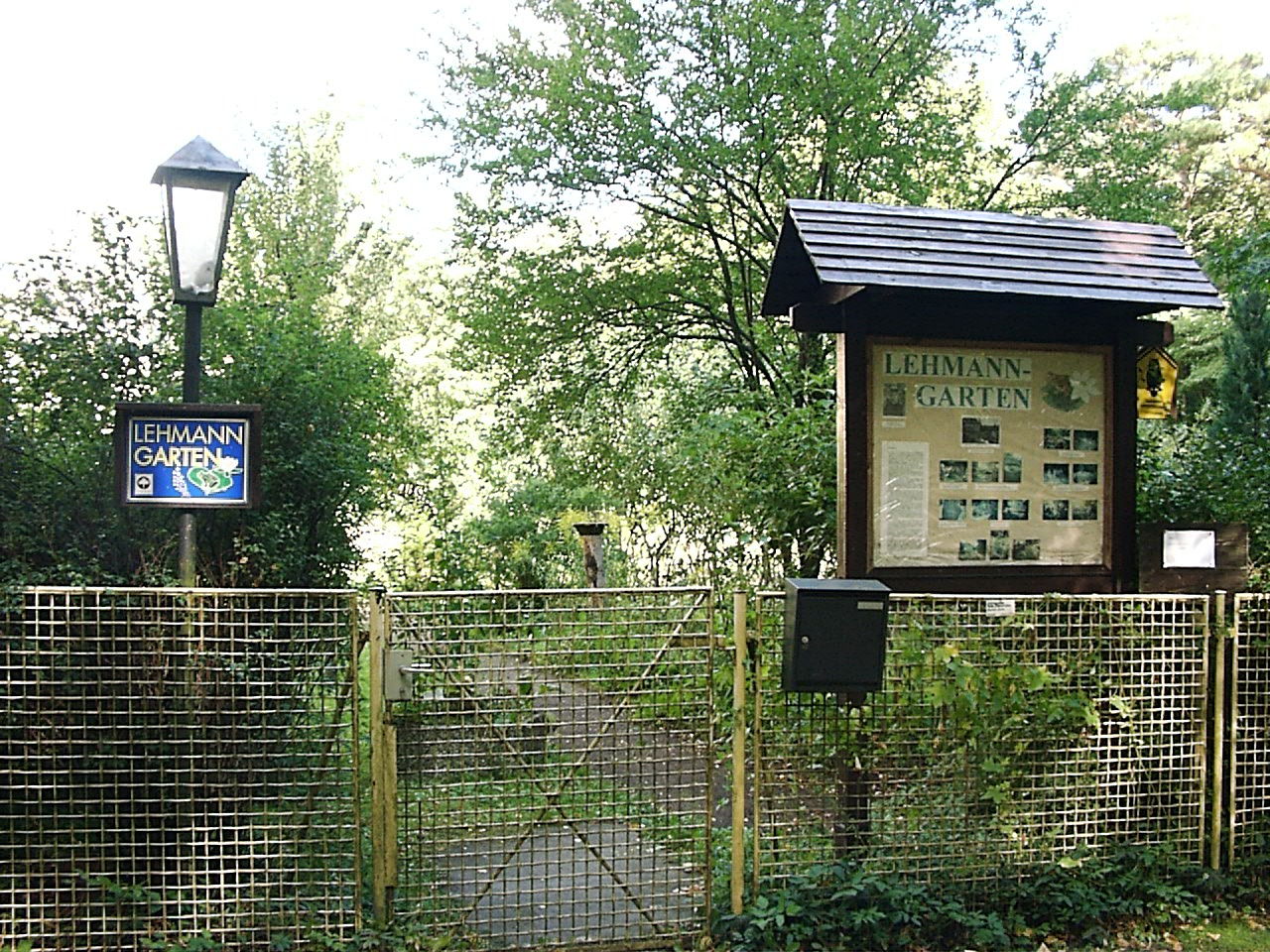
Entrada al jardín de Lehmann.

El Jardín de Lehmann (en alemán: Lehmann-Garten) es un jardín botánico de 2.500 m² de extensión que se encuentra en la ciudad alemana de Templin, en el terreno que ocupaba el antiguo "Instituto de Enseñanzas Medias" Joachimsthalschen Gymnasium.

## Historia

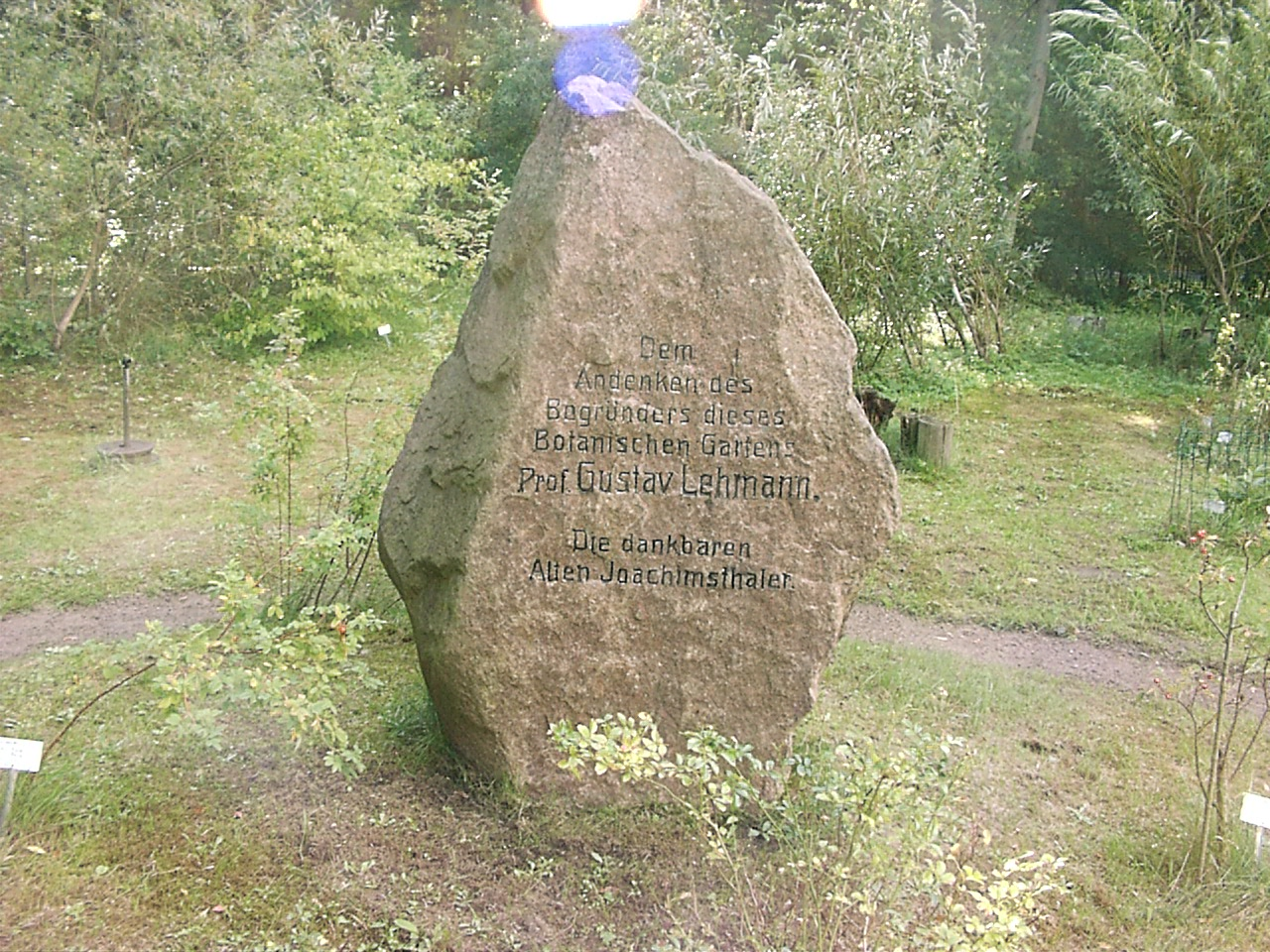
Monumento en recuerdo del Prof. Gustav Lehmann en el Lehmanngarten.

El jardín fue establecido originalmente en 1912 por el profesor Gustav Lehmann en los terrenos del Liceo de enseñanzas medias de Joachimsthalschen, y utilizado con propósitos educativos y experimentales. 
Fue reconstruido entre 1988 y 1989 como proyecto de la « Verein zur Erhaltung und Rekultivierung von Nutzpflanzen in Brandenburg » ( "Asociación para la Conservación y la Recuperación de Cultivos en Brandenburgo" ), y utilizado sobre todo por los estudiantes del Liceo para las clases en genética avanzada. 
En invierno se prepara un té herbal que se sirve con 15 clases de plantas cosechadas del jardín.